# Hinterstoder
Hinterstoder è un comune austriaco di 645 abitanti nel distretto di Kirchdorf an der Krems, in Alta Austria. Stazione sciistica specializzata nello sci alpino, ho ospitato varie tappe della Coppa del Mondo; fa parte del progetto Perle delle Alpi.